# Troglohyphantes noricus
Troglohyphantes noricus este o specie de păianjeni din genul Troglohyphantes, familia Linyphiidae. A fost descrisă pentru prima dată de Thaler și Polenec, 1974. Conform Catalogue of Life specia Troglohyphantes noricus nu are subspecii cunoscute.